# Аріпов Дільшод Хакімджанович
Дільшод Аріпов (узб. Дильшод Арипов; нар. 20 травня 1977, Ташкент, Узбецька РСР, СРСР) — узбецький борець греко-римського стилю, срібний призер та чемпіон світу, багаторазовий призер та дворазовий чемпіон Азії, дворазовий призер Азійських ігор, призер кубку світу, дворазовий учасник Олімпійських ігор.

## Біографія
Боротьбою займається з 1987 року. Закінчив Академію Міністерства внутрішніх справ Республіки Узбекистан.

## Спортивні результати на міжнародних змаганнях

### Виступи на Олімпіадах
| Змагання                    | Збірна     | Вагова категорія                 | Місце |
| --------------------------- | ---------- | -------------------------------- | ----- |
| Літні Олімпійські ігри 2000 | Узбекистан | греко-римська боротьба, до 58 кг | 11    |
| Літні Олімпійські ігри 2008 | Узбекистан | греко-римська боротьба, до 60 кг | 10    |

### Виступи на Чемпіонатах світу
| Змагання                        | Збірна     | Вагова категорія                 | Місце  |
| ------------------------------- | ---------- | -------------------------------- | ------ |
| Чемпіонат світу з боротьби 1997 | Узбекистан | греко-римська боротьба, до 54 кг | 17     |
| Чемпіонат світу з боротьби 1998 | Узбекистан | греко-римська боротьба, до 54 кг | 10     |
| Чемпіонат світу з боротьби 1999 | Узбекистан | греко-римська боротьба, до 58 кг | 8      |
| Чемпіонат світу з боротьби 2001 | Узбекистан | греко-римська боротьба, до 58 кг | Золото |
| Чемпіонат світу з боротьби 2003 | Узбекистан | греко-римська боротьба, до 60 кг | 16     |
| Чемпіонат світу з боротьби 2005 | Узбекистан | греко-римська боротьба, до 60 кг | 8      |
| Чемпіонат світу з боротьби 2006 | Узбекистан | греко-римська боротьба, до 60 кг | 19     |
| Чемпіонат світу з боротьби 2007 | Узбекистан | греко-римська боротьба, до 60 кг | 18     |
| Чемпіонат світу з боротьби 2009 | Узбекистан | греко-римська боротьба, до 60 кг | Срібло |
| Чемпіонат світу з боротьби 2010 | Узбекистан | греко-римська боротьба, до 60 кг | 10     |
| Чемпіонат світу з боротьби 2011 | Узбекистан | греко-римська боротьба, до 60 кг | 32     |

### Виступи на Чемпіонатах Азії
| Змагання                       | Збірна     | Вагова категорія                 | Місце  |
| ------------------------------ | ---------- | -------------------------------- | ------ |
| Чемпіонат Азії з боротьби 1997 | Узбекистан | греко-римська боротьба, до 54 кг | Золото |
| Чемпіонат Азії з боротьби 1999 | Узбекистан | греко-римська боротьба, до 58 кг | Бронза |
| Чемпіонат Азії з боротьби 2000 | Узбекистан | греко-римська боротьба, до 58 кг | Срібло |
| Чемпіонат Азії з боротьби 2004 | Узбекистан | греко-римська боротьба, до 60 кг | Бронза |
| Чемпіонат Азії з боротьби 2007 | Узбекистан | греко-римська боротьба, до 66 кг | 8      |
| Чемпіонат Азії з боротьби 2008 | Узбекистан | греко-римська боротьба, до 60 кг | Срібло |
| Чемпіонат Азії з боротьби 2011 | Узбекистан | греко-римська боротьба, до 60 кг | Бронза |

### Виступи на Азійських іграх
| Змагання           | Збірна     | Вагова категорія                 | Місце  |
| ------------------ | ---------- | -------------------------------- | ------ |
| Азійські ігри 1998 | Узбекистан | греко-римська боротьба, до 54 кг | 4      |
| Азійські ігри 2002 | Узбекистан | греко-римська боротьба, до 60 кг | Срібло |
| Азійські ігри 2006 | Узбекистан | греко-римська боротьба, до 60 кг | Бронза |

### Виступи на Кубках світу
| Змагання                    | Збірна     | Вагова категорія                 | Місце  |
| --------------------------- | ---------- | -------------------------------- | ------ |
| Кубок світу з боротьби 1997 | Узбекистан | греко-римська боротьба, до 58 кг | Бронза |

### Виступи на інших змаганнях
| Змагання                                                         | Збірна     | Вагова категорія                 | Місце  |
| ---------------------------------------------------------------- | ---------- | -------------------------------- | ------ |
| Центрально-Азійські ігри 1995                                    | Узбекистан | греко-римська боротьба, до 52 кг | Срібло |
| Міжнародний меморіал Дейва Шульца 2001                           | Узбекистан | греко-римська боротьба, до 58 кг | Золото |
| Гран-прі Німеччини з боротьби 2002                               | Узбекистан | греко-римська боротьба, до 60 кг | Бронза |
| Гран-прі Німеччини з боротьби 2003                               | Узбекистан | греко-римська боротьба, до 60 кг | Бронза |
| Кубок Азії з боротьби 2003                                       | Узбекистан | греко-римська боротьба, до 60 кг | Золото |
| Гран-прі Німеччини з боротьби 2004                               | Узбекистан | греко-римська боротьба, до 60 кг | Срібло |
| Міжнародний меморіал Дейва Шульца 2006                           | Узбекистан | греко-римська боротьба, до 60 кг | Золото |
| Олімпійський кваліфікаційний турнір з боротьби 2008 (Роме-Остія) | Узбекистан | греко-римська боротьба, до 60 кг | Срібло |
| Золотий Гран-прі з боротьби 2008                                 | Узбекистан | греко-римська боротьба, до 60 кг | Бронза |
| Золотий Гран-прі з боротьби 2009                                 | Узбекистан | греко-римська боротьба, до 60 кг | 10     |
| Міжнародний меморіал Дейва Шульца 2010                           | Узбекистан | греко-римська боротьба, до 66 кг | 6      |
| Золотий Гран-прі з боротьби 2010 (Тбілісі)                       | Узбекистан | греко-римська боротьба, до 60 кг | 5      |
| Золотий Гран-прі з боротьби 2010 (Баку)                          | Узбекистан | греко-римська боротьба, до 60 кг | 15     |
| Турнір Г. Картозія і В. Балавадзе 2011                           | Узбекистан | греко-римська боротьба, до 60 кг | Золото |
| Золотий Гран-прі з боротьби 2011 (Баку)                          | Узбекистан | греко-римська боротьба, до 60 кг | 5      |
| Золотий Гран-прі з боротьби 2012 (Стамбул)                       | Узбекистан | греко-римська боротьба, до 66 кг | 17     |
| Олімпійський кваліфікаційний турнір з боротьби 2012 (Астана)     | Узбекистан | греко-римська боротьба, до 60 кг | Бронза |
| Олімпійський кваліфікаційний турнір з боротьби 2012 (Гельсінкі)  | Узбекистан | греко-римська боротьба, до 60 кг | 5      |

### Виступи на змаганнях молодших вікових груп
| Змагання                                      | Збірна     | Вагова категорія                 | Місце |
| --------------------------------------------- | ---------- | -------------------------------- | ----- |
| Чемпіонат світу з боротьби серед юніорів 1997 | Узбекистан | греко-римська боротьба, до 56 кг | 32    |